# Elaine Hatfield
Elaine Hatfield (anteriormente também conhecida como Elaine Walster) é uma psicóloga social americana. Ela foi creditada, ao lado de Ellen S. Berscheid, como a pioneira do estudo científico do amor.

## Carreira
A ciência do relacionamento foi o primeiro foco de pesquisa profissional de Hatfield, começando na base de sua carreira na década de 1960, com ênfase na atração humana e na natureza do amor romântico. Além de Berscheid, ela conduziu esta pesquisa com vários colegas, incluindo Leon Festinger—seu orientador de dissertação na Universidade de Stanford—Elliot Aronson, William Walster, Russell D. Clark, e Susan Sprecher. A Escala de Amor Apaixonado, desenvolvida em 1986 por Hatfield e Sprecher, é uma das mais utilizadas na área.
A pesquisa de Hatfield na área gerou polêmica—em 1975, a doação de US$ 84.000 que ela recebeu da National Science Foundation tornou-se o foco do primeiro Golden Fleece Award por desperdício de gastos governamentais pelo então senador dos Estados Unidos William Proxmire. Devido à campanha da Proxmire, o financiamento foi rescindido. Destemida, Hatfield escreveu ou co-escreveu muitos livros e artigos baseados em sua pesquisa, entre eles A New Look at Love, que ganhou o National Media Award da American Psychological Foundation, e o frequentemente citado artigo "Gender Differences in Receptivity to Sexual Offers" (1989).
Na década de 1990, Hatfield e seu marido, o historiador americano Richard Rapson, começaram a pesquisar o contágio emocional: o processo pelo qual as emoções das pessoas são influenciadas pelas emoções demonstradas por seus companheiros. Isso resultou no livro, com John Caccioppo, Emotional Contagion (Cambridge University Press, 1994). Na década de 2000, ela apresentou ao lado de Katherine Aumer sobre a psicologia do ódio.

## Obras selecionadas
- Berscheid, E. & Hatfield, E. (1969).  Interpersonal attraction.  New York:  Addison-Wesley.  ISBN 0-201-00560-3.
- Hatfield, E., Walster, G. W., & Berscheid, E. (1978). Equity: Theory and research.  Boston:  Allyn and Bacon. ISBN 0-205-05929-5ISBN 0-205-05929-5.
- Hatfield, E.  & Walster, G. W.  (1985).  A new look at love.  Lanham, MD:  University Press of America.  [Winner:  American Psychological Foundation's "National Media Award".] ISBN 978-0-8191-4957-2.
- Berscheid, E. & Hatfield, E. (1978). Interpersonal attraction, (2nd ed.)  Reading, MS:  Addison-Wesley. ISBN 0-201-00569-7ISBN 0-201-00569-7
- Griffitt, W., & Hatfield, E. (1984). Human sexual behavior.  Glenview, IL:  Scott, Foresman & Co.  ISBN 0-673-15057-7
- Hatfield, E., & Sprecher, S. (1986). Mirror, mirror:  The importance of looks in everyday life.  New York:  SUNY Press.  [Winner:  American Psychological Association's "National Media Award", 1986.] ISBN 0-88706-124-9
- Carlson, J. G.  & Hatfield, E.  (1992).  Psychology of emotion.  New York:  Harcourt, Brace, Jovanovich. ISBN 0-03-055419-5ISBN 0-03-055419-5
- Hatfield, E., & Rapson, R. L. (1993). Love, sex, and intimacy:  Their psychology, biology, and history.  New York:  HarperCollins. ISBN 0-06-500702-6ISBN 0-06-500702-6
- Hatfield, E., Cacioppo, J., & Rapson, R. L. (1994). Emotional contagion.  New York:  Cambridge University Press.  ISBN 0-521-44948-0ISBN 0-521-44948-0
- Hatfield, E., & Rapson, R. (1996/2005).  Love and sex: Cross-cultural perspectives.  Needham Heights, MA: Allyn & Bacon.  ISBN 0-205-16103-0ISBN 0-205-16103-0  Reprint: Lanham, MD: University Press of America. ISBN 0-7618-3232-7ISBN 0-7618-3232-7.
- Hatfield, E., & Rapson, R., and Jeanette Purvis (2020). What's Next in Love and Sex: Psychological and Cultural Perspectives. New York: Oxford University Press. ISBN 978-0-1906-4716-2ISBN 978-0-1906-4716-2.